# Bélgica en los Juegos Olímpicos de Sídney 2000
Bélgica estuvo representada en los Juegos Olímpicos de Sídney 2000 por un total de 68 deportistas que compitieron en 16 deportes.  
La portadora de la bandera en la ceremonia de apertura fue la yudoca Ulla Werbrouck.

## Medallistas
El equipo olímpico belga obtuvo las siguientes medallas:
| Nombre                           | Deporte             | Competición      |
| -------------------------------- | ------------------- | ---------------- |
| Oro                              |                     |                  |
| —                                |                     |                  |
| Plata                            |                     |                  |
| Etienne De Wilde Matthew Gilmore | Ciclismo en pista   | Madison M        |
| Filip Meirhaeghe                 | Ciclismo de montaña | Campo a través M |
| Bronce                           |                     |                  |
| Ann Simons                       | Judo                | –48 kg F         |
| Gella Vandecaveye                | Judo                | –63 kg F         |
| Els Callens Dominique Van Roost  | Tenis               | Dobles F         |